# Município de Salem (condado de Auglaize, Ohio)
O município de Salem (em inglês: Salem Township) é um município localizado no condado de Auglaize no estado estadounidense de Ohio. No ano de 2010 tinha uma população de 498 habitantes e uma densidade populacional de 7,76 pessoas por km².

## Geografia
O município de Salem encontra-se localizado nas coordenadas 40° 39′ 20″ N, 84° 23′ 52″ O. Segundo a Departamento do Censo dos Estados Unidos, o município tem uma superfície total de 64.22 km², da qual 64,22 km² correspondem a terra firme e (0 %) 0 km² é água.

## Demografia
Segundo o censo de 2010, tinha 498 pessoas residindo no município de Salem. A densidade populacional era de 7,76 hab./km². Dos 498 habitantes, o município de Salem estava composto pelo 96,79 % brancos, o 0,4 % eram amerindios, o 1,2 % eram asiáticos, o 0,2 % eram de outras raças e o 1,41 % eram de uma mistura de raças. Do total da população o 0,2 % eram hispanos ou latinos de qualquer raça.